# Rio del Fontego dei Tedeschi

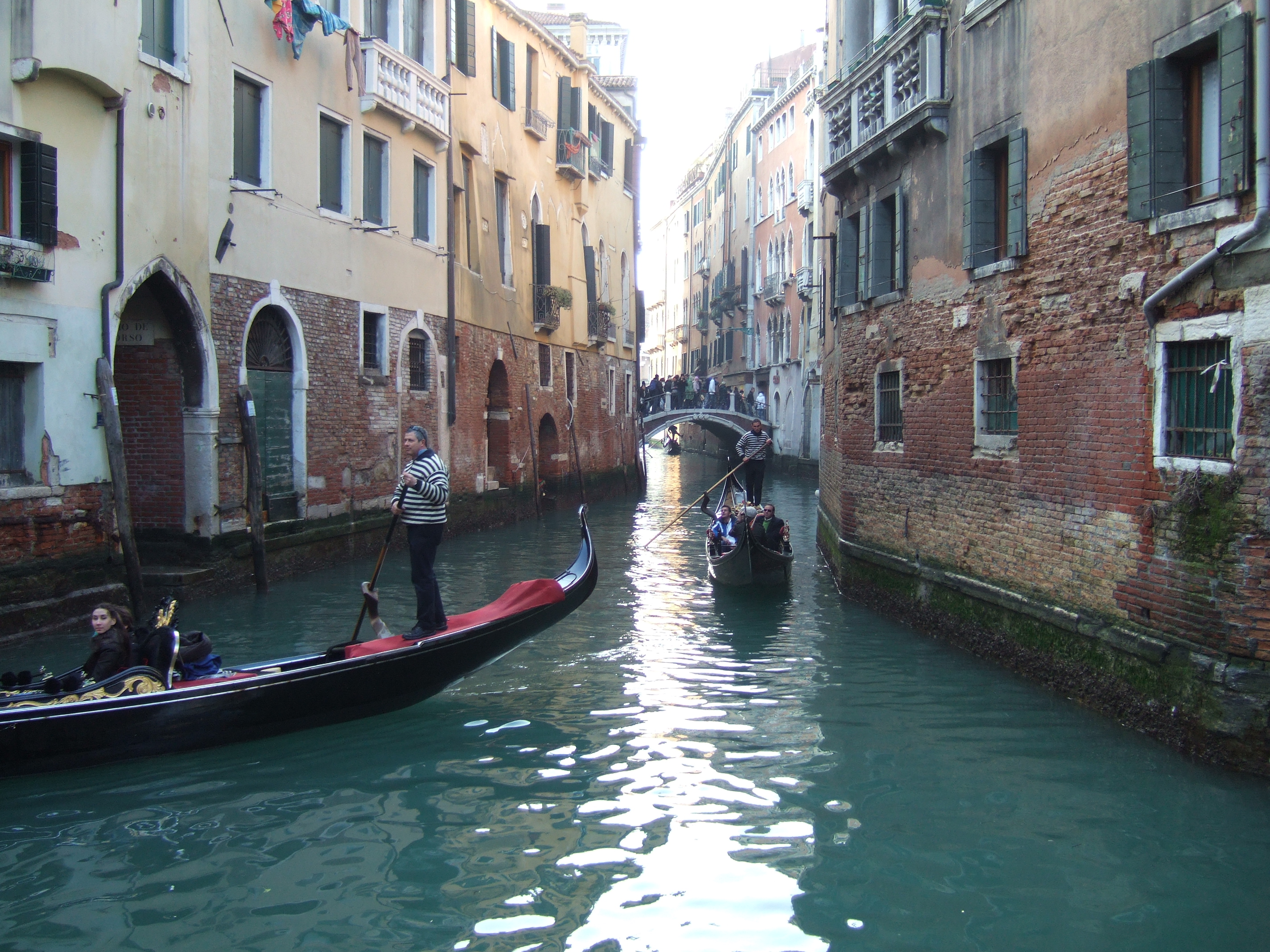
Vedere a canalului şi a Ponte dell'Olio de pe rio de la Fava

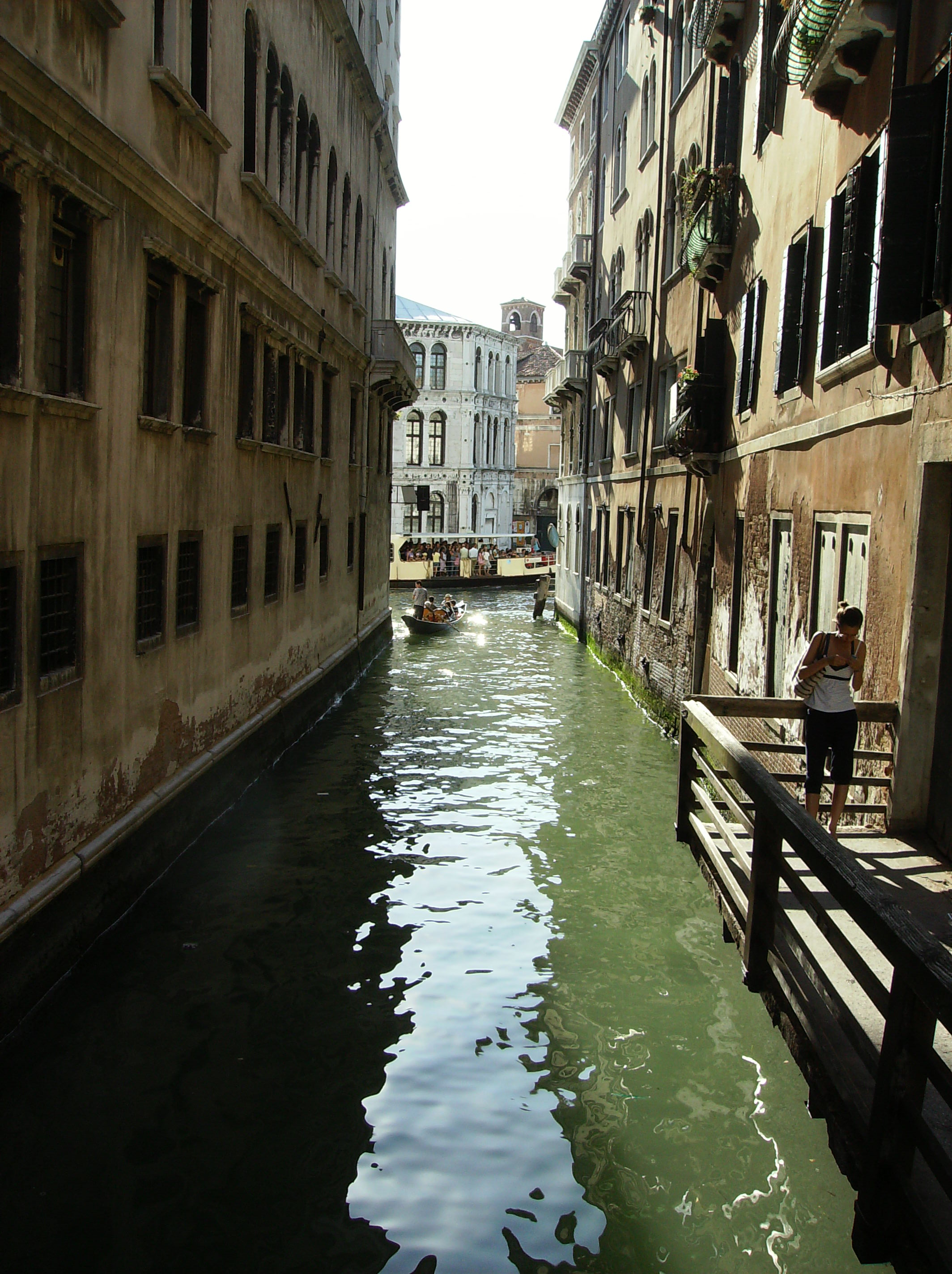
Vărsarea canalului în Canal Grande în faţa palatului Camerlenghi.

Rio del Fontego dei Tedeschi (în italiană Fondaco dei Tedeschi, Canalul depozitului germanilor) este un canal din Veneția situat la granița între sestierele Cannaregio și San Marco. Vechiul nume al canalului a fost rio de l'Olio sau de l'Ogio (canalul uleiului (alimentar)).

## Origine
Numele canalului provine de la palatul Fontego dei Tedeschi.

## Descriere
Rio del Fontego dei Tedeschi are o lungime de 110 metri. El prelungește rio della Fava în direcția vest-nord-vest către vărsarea în Canal Grande în fața palatului Camerlenghi la câțiva metri nord de Podul Rialto.

## Localizare
- Pe malurile acestui canal se află palatul Fontego dei Tedeschi și palatul Amadi.

## Pod
Canalul este traversat de un singur pod:

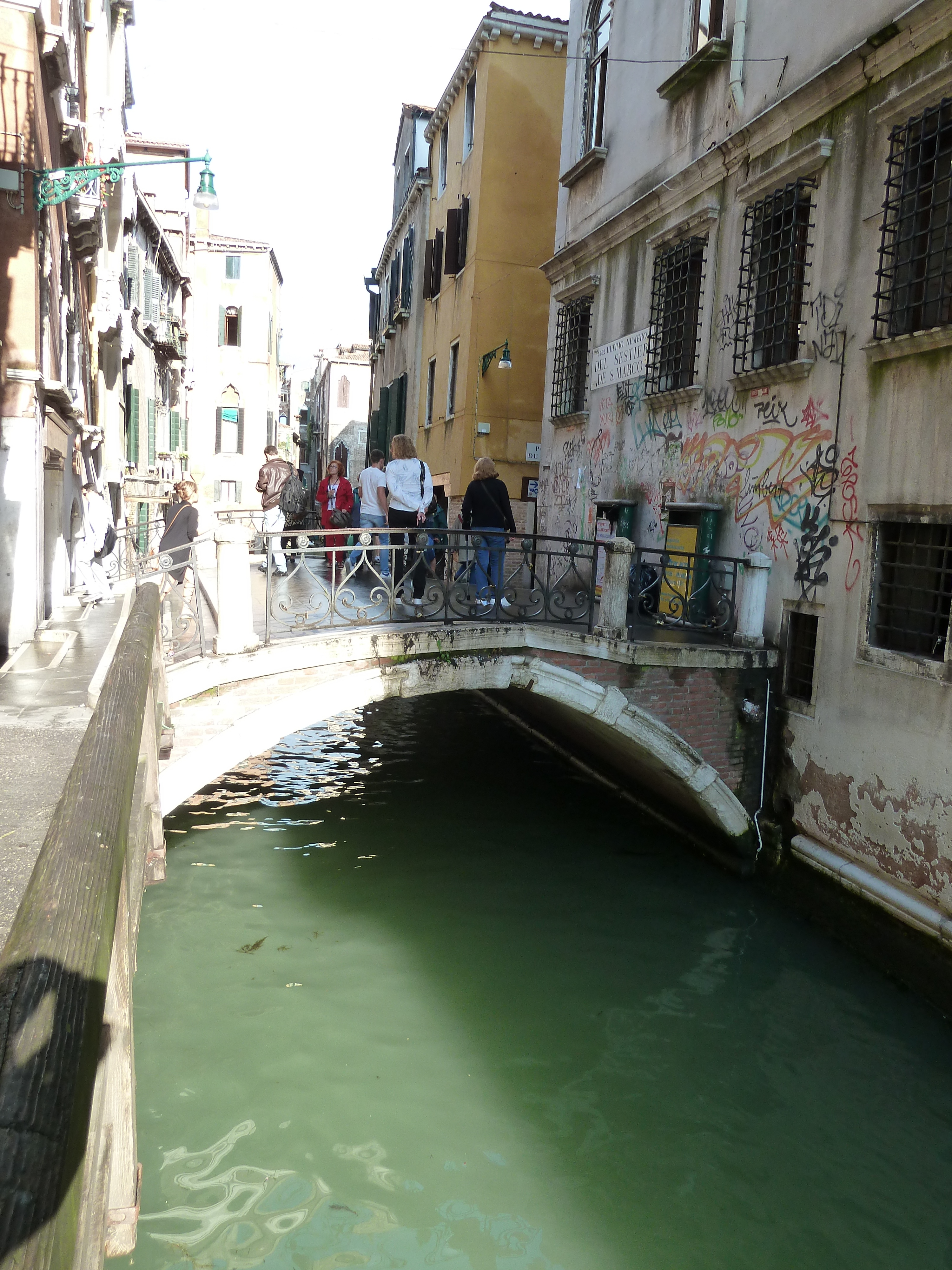
Ponte de l'Ogio[1] sau de l'Olio care face legătura între Rialto şi Ferrovia şi viceversa, traversează canalul între Salizada del Fontego dei Tedeschi şi Salizada San Grisostomo